# UEFAスタジアムカテゴリー
UEFAスタジアムカテゴリーは、欧州サッカー連盟 (UEFA) の基盤規制によるサッカースタジアムの分類である。
この基準をもとに、スタジアムはカテゴリー1・2・3・4（4はエリートから改名）と評価付けされる。かつては一つ星から五つ星で評価する方法であったが、2006年に現行のカテゴリー分類方式になった。

## 解説
開閉式屋根が存在する場合、その使用はUEFAの代理人と主審との協議によって決定される。
カテゴリー4の最小収容人数は8,000人であるが、2006年に現行のレギュレーションが導入されて以来、UEFAヨーロッパリーグ決勝戦には4万人未満、UEFAチャンピオンズリーグ決勝戦には6万人未満のスタジアムは選ばれていない。
2007年UEFAチャピオンズリーグ決勝後、UEFA会長のミシェル・プラティニは、安全を考慮した結果、欧州選手権の決勝は平均収容人数は7万人のスタジアムで開催するのが望ましい、と述べた。それぞれ2010年と2011年のチャンピオンズリーグ決勝が開催されたサンティアゴ・ベルナベウとウェンブリー・スタジアムの収容人数は、2009年チャンピオンズリーグ決勝が開催されたスタディオ・オリンピコ・ディ・ローマと同様に7万人超、2011年チャンピオンズリーグ決勝が開催されたウェンブリー・スタジアムの収容能力に至っては9万人である。2012年チャンピオンズリーグ決勝が開催されたフースバル・アレナ・ミュンヘンの収容能力は7万5,000人である。

## カテゴリー間の主な差異
| 基準                               | カテゴリー1                 | カテゴリー2                   | カテゴリー3                     | カテゴリー4                         |
| ---------------------------------- | --------------------------- | ----------------------------- | ------------------------------- | ----------------------------------- |
| フィールド                         | 長さ100 - 105 m, 幅64- 68 m | 長さ100 - 105 m, 幅64- 68 m   | 長さ105 m, 幅68 m               | 長さ105 m, 幅68 m                   |
| 審判控室の最小サイズ               | 規定なし                    | 規定なし                      | 20 m2                           | 20 m2                               |
| 最小投光照明                       | 放送に適した                | 800ルクス、固定カメラに対して | 1,400ルクス、固定カメラに対して | 1,400ルクス、全方向                 |
| VIPの駐車スペース                  | 20                          | 50                            | 100                             | 150                                 |
| 立ち見観客席                       | 許可                        | 不許可                        | 不許可                          | 不許可                              |
| 最小シート数                       | 200                         | 1,500                         | 4,500                           | 8,000                               |
| 最小VIPシート                      | 50                          | 100                           | 250                             | 500                                 |
| ビジターチームのためのVIPシート    | 10                          | 20                            | 50                              | 100                                 |
| VIPのための歓待エリア              | 規定なし                    | 規定なし                      | 規定なし                        | 400 m2                              |
| 最小メディア用エリア               | 50 m2                       | 100 m2（50名）                | 100 m2（50名）                  | 200 m2（75名）                      |
| 最小カメラマン数                   | 規定なし                    | 規定なし                      | 15                              | 25                                  |
| メインカメラのための最小スペース   | 4 m2（少なくとも1台）       | 6 m2（2台）                   | 6 m2（2台）                     | 10 m2（4台）                        |
| プレスボックスにおける最小シート数 | 20, 5はデスク付き           | 20, 10はデスク付き            | 50, 25はデスク付き              | 100, 50はデスク付き                 |
| 実況放送席の最小数                 | 2                           | 3                             | 5                               | 25                                  |
| TVスタジオの最小数                 | 1（改造できる）             | 1                             | 2                               | 2, 少なくとも一箇所はピッチが見える |
| 試合後インタビュー位置の最小数     | 規定なし                    | 規定なし                      | 規定なし                        | 4                                   |
| 放送トラックのための最小屋外エリア | 100 m2                      | 200 m2                        | 200 m2                          | 1,000 m2                            |
| プレスカンファレンス室の最小座席数 | 少なくとも1                 | 30                            | 50                              | 75                                  |